# Nadziak

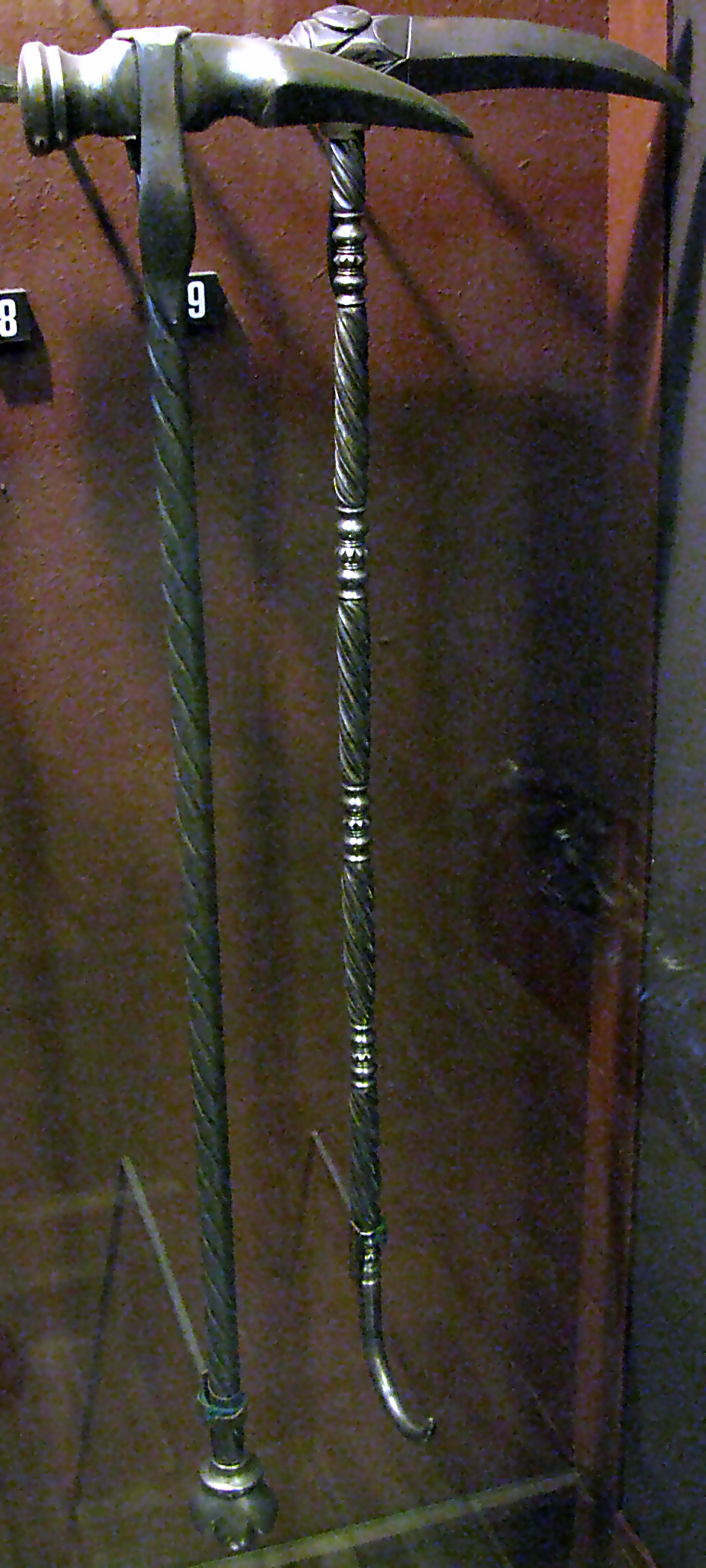
Nadziaks datant du XVIIe siècle

Le nadziak est un marteau d'armes polonais, doté, en tant que marteau d'armes, d'une tête plate hexagonale ou octogonale d'un côté, et de l'autre, d'une pointe recourbée. Il apparut en Pologne au XVIe siècle, se différenciant progressivement des modèles allemands ou italiens précédemment utilisés pour développer un style distinct, dont la principale caractéristique était un manche généralement plus long que la normale pour une telle arme. Le nadziak était utilisé à pied et à cheval. Sa popularité fut grande parmi les nobles polonais entre le XVIe siècle et le XVIIIe siècle ; son usage en dehors du champ de bataille fut interdit plusieurs fois, en 1578, 1601 et 1620. Le nadziak est apparenté à deux autres armes polonaises, le czekan, une hache d'armes, et l'obuch, un nadziak à la pointe recourbée, probablement surtout utilisé comme bâton de marche et objet de prestige, mais aussi comme arme, grâce à la tête de marteau.
L'abbé Kitowicz, auteur au XVIIIe siècle d'une Description des coutumes et manières sous le règne d'Auguste III, écrivit au sujet du nadziak :

« C'était un terrible outil entre les mains d'un Polonais, et tout particulièrement lorsqu'il était d'humeur querelleuse et bagarreuse. Avec le sabre l'on pouvait couper la main de quelqu'un, lacérer son visage, le blesser à la tête, et le sang jaillissant de l'adversaire calmait la rancœur. Mais avec l'obuch l'on pouvait causer une blessure mortelle sans voir le sang, et, ne le voyant pas, il [l'assaillant] ne se calmait pas tout de suite, mais frappait plusieurs fois sans couper la peau, brisant ainsi os et vertèbres. Le noble marchant avec un obuch blessait souvent ses serfs et parfois même les tuait. À cause du danger qu'il représentait, il était interdit de venir armé d'un nadziak à de grandes assemblées ou sessions du parlement. [...] Et en vérité, c'était un outil de brigand, car si quelqu'un frappait quelqu'un d'autre avec le bec pointu du nadziak derrière l'oreille, il le tuait sur le coup, lui perçant la tempe d'un fer fatal. »

— A. Kitowicz, Description des coutumes et manières sous le règne d'Auguste III